# Marie-Laurence Jungfleisch
Marie-Laurence Jungfleisch (Parijs, 7 oktober 1990) is een atleet uit Duitsland.
Op de Olympische Zomerspelen van 2016 en de Olympische Zomerspelen van Tokio in 2021 nam Jungfleisch deel aan het onderdeel hoogspringen.

## Persoonlijke records
Outdoor
| Onderdeel    | Prestatie | Plaats          | Datum      |
| ------------ | --------- | --------------- | ---------- |
| hoogspringen | 2,00 m    | Eberstadt (GER) | 16.07.2016 |
| hoogspringen | 2,00 m    | Eberstadt (GER) | 26.08.2017 |

Indoor
| Onderdeel         | Prestatie | Plaats         | Datum      |
| ----------------- | --------- | -------------- | ---------- |
| hoogspringen ind. | 1,97 m    | Arnstadt (GER) | 08.02.2014 |

bijgewerkt september-2021
- World Athletics: 14278223